# 希卡拉帕
13°33′N 89°30′W / 13.550°N 89.500°W
希卡拉帕（西班牙語：Jicalapa），是薩爾瓦多的城鎮，位於該國中西部，由拉利伯塔德省負責管轄，面積42.93平方公里，海拔高度280米，2007年人口5,116，人口密度每平方公里119.17人。